# Mabu (sockenhuvudort i Kina, Jiangxi Sheng, lat 28,10, long 114,44)
Mabu är en sockenhuvudort i Kina. Den ligger i provinsen Jiangxi, i den sydöstra delen av landet, omkring 160 kilometer sydväst om provinshuvudstaden Nanchang. Antalet invånare är 25 255. Befolkningen består av 12 082 kvinnor och 13 173 män. Barn under 15 år utgör 27,0 %, vuxna 15-64 år 65 %, och äldre över 65 år 6,0 %.
Runt Mabu är det tätbefolkat, med 343 invånare per kvadratkilometer. Närmaste större samhälle är Tianxin, 16,8 km öster om Mabu. Trakten runt Mabu består till största delen av jordbruksmark.
Genomsnittlig årsnederbörd är 2 205 millimeter. Den regnigaste månaden är maj, med i genomsnitt 372 mm nederbörd, och den torraste är oktober, med 50 mm nederbörd.